# L'Étrange Maison haute dans la brume
L'Étrange Maison haute dans la brume (The Strange High House in the Mist) est une nouvelle fantastique écrite par Howard Phillips Lovecraft le 9 novembre 1926 puis publiée dans le pulp Weird Tales en octobre 1931.

## Intrigue
Dans le village de Kingsport, situé à l'embouchure du Miskatonic sur la côte Est des États-Unis, se trouve une vieille maison isolée au bord d'une falaise. De la lumière apparaît parfois à ses fenêtres, mais sa porte d'entrée est inaccessible car elle se trouve du côté de l'océan et donne directement dans le vide. Les habitants de Kingsport évitent d'approcher de cette mystérieuse construction qui se trouve régulièrement happée par la brume qui monte de l'océan.
Un jour, un philosophe mélancolique du nom de Thomas Olney emménage à Kingsport avec sa femme et ses enfants. Un vieil homme du village lui parle de l'étrange maison et des légendes que ses aïeux rapportaient au sujet de cette bâtisse. Intrigué, Thomas Olney décide de s'y rendre au détour d'une promenade matinale. Sur place, il découvre que la maison est habitée par un homme étrange aux yeux phosphorescents, à la barbe noire et aux vêtements anciens. L'étrange habitant ouvre les volets de la maison et invite Thomas Olney à entrer par une fenêtre : celui-ci accepte car l'homme semble bienveillant.
Pendant toute la journée, l'hôte évoque avec son invité ses souvenirs d'époques antédiluviennes. Il s'interrompt momentanément, refusant d'ouvrir sa porte à une forme noire montant de l'océan, entraperçue à travers les vitres. En revanche, il accueille chaleureusement plusieurs êtres mythologiques lorsque ceux-ci montent des brumes de la mer et se manifestent en frappant à la porte selon un code convenu. Thomas Olney découvre ainsi des Néréides et des tritons, Neptune tenant son trident caractéristique ainsi que la « forme grise et terrible du primitif Nodens » trônant dans un vaste coquillage porté par des dauphins.
Le lendemain à l'aube, Thomas Olney repart mais ne se souvient plus des événements de la veille. Ses syndromes mélancoliques ont disparu. Le vieil homme du village considère que l'esprit du philosophe est resté enfermé dans la maison ou s'est échappé dans la brume. La famille Olney ne tarde pas à quitter Kingsport pour s'installer à Bristol Highlands et reprendre une vie normale dans une ville plus moderne. À Kingsport, le silence lugubre qui entourait la vieille maison a désormais disparu : au contraire, le vent charrie parfois des voix et des rires joyeux qui l'animent.

## Personnages principaux
Thomas Olney
Il est un philosophe venu vivre à Kingsport avec sa femme et ses deux enfants. 

## Adaptation en bande dessinée
- (en) Jason Bradley Thompson (adaptation et dessin), The Dream-Quest of Unknown Kadath and Other Stories, Mock Man Press, 2012, 184 p. (ISBN 978-0-9839893-0-1, présentation en ligne).

### Éditions en français
- Howard Phillips Lovecraft et al. (édition présentée et établie par Francis Lacassin), Howard Phillips Lovecraft, vol. 1 : Les mythes de Cthulhu. Légendes du mythe de Cthulhu. Premiers contes. L'art d'écrire selon Lovecraft, Paris, Robert Laffont, coll. « Bouquins », 1991, 1re éd., XXXVI-1174 p. (ISBN 2-221-05684-1, présentation en ligne sur le site NooSFere).
- Intégrale H. P. Lovecraft Tome 1 Les Contrées du Rêves (Préface de David Camus) éditions mnémos.